# ヒットQ
『ヒットQ』（ヒットキュー）は、1970年10月7日から1971年1月13日まで日本テレビ系列局で放送されていた日本テレビ製作の歌謡バラエティ番組である。放送時間は毎週水曜 19:00 - 19:56 （日本標準時）。

## 概要
「デモン・レコード」なる架空のレコード会社を舞台にしたテレビドラマ仕立ての番組で、そこで起きる様々な出来事をドラマにしながら当時のヒット曲を紹介するという手法を採っていた。前番組『ヒットで突っ走れ!』と同様に1時間枠で放送されていた。
第1回ではザ・スパイダースをメインに据えたバラエティ色・コント色の強い番組だったが、第2回で早くも軌道修正。スパイダースのメンバーのうち、井上順之（後の井上順）のみをメインキャストとして残留させ、新たにコメディリリーフ・進行アシスト役として早野凡平、新人発掘オーディションコーナー専任の進行アナウンサーとして橋本哲也（後の橋本テツヤ）を起用。さらに同年11月からは、石田ゆりを井上の事実上のアシスタント役として起用した。以降、回を追うことにコント色の強いコーナー・演出が排除されていき、12月からは「レコード会社」という舞台設定のみを継承した、井上・石田コンビの司会による純然たるショー形式の歌謡番組になっていた。
最終回では、次番組『スターへばく進!!』の宣伝をして最後を締めくくった。本番組のレギュラー陣のうち、井上・石田・橋本の3人は引き続き同番組にも出演した。

## 出演者

### 第1回放送時のメインキャスト
- 社長：田子ノ浦親方（元関脇出羽錦）
- 専務：堺正章（当時ザ・スパイダース）
- 重役：ザ・スパイダース（堺以外のメンバー）
- 新人歌手：石田ゆり、ほか

### 第2回以降のレギュラー出演者
- 井上順之：重役（メインキャスト） → メイン司会（1970年12月以降）
- 石田ゆり：新人歌手役 → 社員役（サブキャスト、1970年11月9日放送分（第5回）から） → サブ司会（1970年12月以降）
- 早野凡平：重役（コメディリリーフ担当、1970年11月末に降板）
- 橋本哲也：新人発掘オーディションコーナーの進行役
- ほか